# Старосамбірський район
Староса́мбірський райо́н — колишній район України на південному заході Львівської області. Ввійшов у склад об'єднаного Самбірського району, після реформи.  Районний та адміністративний центр , було — місто районного значення Старий Самбір. Район розташований у передгір'ях Українських Карпат (переважно Верхньодністровські Бескиди); його південна частина лежить у гірській місцевості, північна — у рівнинній. Найбільші річки району: Дністер, Стривігор. Населення становить 77 600 осіб (на 1 грудня 2018). Площа району — 1245 км². Утворено 1940 року в складі тодішньої Дрогобицької області.

## Географія

### Географічне розташування
Старосамбірський район розташований у південно-західній частині Львівської області. В сучасних межах район займає загальну площу 1245,17 км², в тому числі гірська частина району — 965 км². За розмірами район займає 5-е місце в області. З півночі на південь район простягнувся на 52 км, а з заходу на схід — на 28 км. Його сусідами є: на півночі — Мостиський район, на сході — Самбірський та Дрогобицький район, а на півдні — Турківський район. На заході його межі збігаються з державним кордоном України з Республікою Польща. Протяжність державного кордону у Старосамбірському районі становить 70 км.
Географічне розташування Старосамбірського району визначається такими координатами: крайня західна точка — село Мігово (22° 43’ східної довготи і 49° 31’ північної широти), крайня східна точка — село Кобло, крайня північна точка — село Дроздовичі, крайня південна — село Волосянка.
Старосамбірський район займає надзвичайно вигідне геополітичне становище, чому сприяє його прикордонне розташування, близькість до центральноєвропейських держав, в першу чергу Чехії та Австрії. Цьому слугує і розміщення на території району двох пунктів пропуску через державний кордон, одного залізничного (Хирів — Кросцєнко), а одного автомобільного (Смільниця — Кросцєнко). Іншою перевагою розташування Старосамбірського району є те, що його територію можна вважати «воротами Українських Карпат». Саме з південної частини Старосамбірського району географічно розпочинаються Карпати — Верхньодністровські Бескиди.

### Рельєф і ландшафти
Природні умови Старосамбірського району різноманітні. Територія району охоплює низькогір'я Зовнішніх Карпат і Сансько-Дністровське водорозділове підвищення та знаходиться в басейнах Чорного і Балтійського морів. Вона розташована в межах двох фізико-географічних зон: Прикарпаття і Українських Карпат.
Поверхня зони Прикарпаття — це хвиляста рівнина, порізана ярами і річковими долинами. Південна частина району лежить в Карпатських горах, які в цій частині мають назву Бескиди. Вони сформовані з флішу, пісковиків, сланців, різних гірських порід. Тверді породи, які менше піддаються руйнуванню, утворюють тут підвищені гострі форми рельєфу, а менш стійкі породи, що швидко руйнуються, утворюють м'які, округлі форми рельєфу, внаслідок чого в горах району є багато вершин і западин.
Північна частина району лежить в межах Дністро-Санської низовини, яка переходить в Прикарпатське передгір'я. Центральна та південна частини — у Верхньодністровських Бескидах.
Гірський рельєф характеризується круглими формами Карпатських хребтів, вершини яких досягають 800 і більше метрів над рівнем моря. Найвища вершина Старосамбірщини — гора Магура Ломнянська, що знаходиться в її південно-західній частині, поблизу села Грозьово, і здіймається на 1022 м над рівнем моря.
Ландшафтне районування:
1. Рівні днища річкових долин, складені супісками і суглинками з лучно-болотною рослинністю на лучних і болотних ґрунтах та торфовищах (переважно меліоровані, зайняті пасовищами і сінокосами).
2. Ступінчасті терасовані днища річкових долин, складені валунами, галечником, супіщаним і піщаним алювієм зі смереково-буково-вільховими лісами, лучною і чагарниковою рослинністю на дернових нерозвинених і лучних ґрунтах.
3. Плоско-хвилясті водно-льодовикові рівнини, суттєво перероблені еоловими процесами, складені супісками і пісками з дубово-сосновими і сосновими лісами на дерново-підзолистих ґрунтах.
4. Хвилясті денудаційні рівнини на відкладах крейди, місцями перетворені еоловими процесами, складені щебенем мергелю з фрагментами дубово-соснових лісів на чорноземах карбонатних й дернових карбонатних ґрунтах (зайняті переважно орними землями).
5. Рівні, місцями заболочені, поверхні низьких (першої, другої і третьої) терас, складені галечниково-супіщано-суглинистим алювієм і лесоподібними суглинками з дубово-буковими і грабово-дубовими лісами та луками на дерново-підзолистих глейових, дернових, лучних і болотних ґрунтах (зайняті переважно орними землями).
6. Слабопокаті (похилі) поверхні середніх (четвертої і п'ятої) терас, складені галечниковим алювієм, що перекритий лесоподібними суглинками з буково-дубовими лісами на дерново-підзолистих глейових ґрунтах (зайняті переважно орними землями).
7. Слабохвилясті поверхні високих терас, складені галечниковим алювієм, що фрагментарно перекритий лесоподібними суглинками з ялицево-буково-дубовими лісами на дерново-підзолистих глейових і буроземно-підзолистих ґрунтах.
8. Пологосхиле ерозійно-денудаційне лісисте й вторинно-лучне низькогір'я складене флішовидною пісковиково-глинистою масою та аргілітами і алевролітами з прошарками пісковиків Бориславсько-Покутської зони з буковими, смереково-буковими і буково-ялицево-смерековими лісами на бурих гірсько-лісових потужних слабоскелетних ґрунтах.
9. Крутосхиле ерозійно-денудаційне лісисте низькогір'я, складене пісковиками і груборитмічним пісковиково-глинистим флішем Скибової зони з буковими, смереково-ялицево-буковими і буково-ялицево-смерековими лісами на бурих гірсько-лісових середньопотужних середньо скелетних ґрунтах.
10. Крутосхиле ерозійно-денудаційне лісисте середньогір'я, складене масивними пісковиками і піщано-глинисто-мергельним флішем Бориславсько-Покутської, Скибової і Кросненської зони з буковими, смереково-ялицево-буковими і буково-ялицево-смерековими лісами на бурих гірсько-лісових середньопотужних середньо-скелетних ґрунтах.
11. Крутосхиле ерозійно-денудаційне моноклінальне лісисте середньогір'я, складене масивними пісковиками і пісковиковим флішем Скибової і Кросненської зони зі смереково-ялицево-буковими і буково-ялицево-смерековими лісами на бурих гірсько-лісових слабопотужнихсильноскелетних ґрунтах.

### Надра
Надра району багаті на різноманітні корисні копалини. Переважають серед них поклади кухонної солі. Є тут будівельні та вогнетривкі глини, щебінь та нафта. Особливим багатством району є великі запаси лікувальних мінеральних вод, які зовсім не використовуються.
З розвіданих запасів корисних копалин є Страшевицьке і Старосолянське нафтові родовища, на яких проводиться промислове добування, біля с. Солянуватка і смт. Стара Сіль є поклади кухонної солі (на даний час не розробляються).

### Водні ресурси
Територія району вкрита густою сіткою річок, що належать до басейнів Чорного та Балтійського морів Загальна протяжність річок і струмків становить 610 км, в середньому на 1 км² площі припадає 0,49 км річок. У районі є 11 малих річок басейну р. Дністер, 5 малих річок басейну р. Вісла та 57 водоймищ. Всього під водою обліковано 1736 га, в тому числі під річками і струмками — 1412 га, каналами і канавами — 137 га і під водоймищами — 187 га.
Під час весняних повеней збільшення в напору і припливу 10-15 раз; під час літніх паводків — в 30-40 раз. Розподіл стоку протягом року нерівномірний і залежить від розподілу опадів у басейнах річок, температури повітря, а також діяльності людей. Більша частина річного стоку (60-70 %) припадає на літньо-осінній період (травень-листопад), а 40-30 % — на зиму і весну. Проте, як у багатоводні, так і в маловодні роки є відхилення від типового розподілу стоку. У деяких річках стік у кожному сезоні становить менше 50 %.
Найбільші витрати води залежать головним чином від запасів води в снігу, тривалості сніготанення, кількості опадів, стану ґрунту і характерні для річок північної частини району в квітні, а для гірських приток Дністра в липні-серпні, що зумовлено літніми дощами. Найменші витрати води спостерігаються у зимовий період (0,2-0,3 м куб/с). Живляться річки талими сніговими, дощовими та підземними водами, значення кожного з цих трьох джерел живлення є різним на окремих територіях, але питома вага кожного з них не перевищує 50 %.
Річки рівнинного типу мають переважно дощове живлення, яке становить 50 % загальної кількості, 37 % припадає на снігове і 13 % — на підземне. Для гірських річок снігове живлення є переважним і становить 50 %, дощове — 44 % і тільки 6 %) припадає на підземне.
На всіх річках спостерігається три підняття рівнів води: весняна повінь, внаслідок танення снігу (березень-квітень); літні паводки від випадання тривалих і сильних дощів (червень-серпень); зимові підняття рівня води внаслідок тривалих і інтенсивних відлиг (грудень-лютий).
Льодовий покрив річок області нестійкий, а в окремі роки вони зовсім не замерзають, що зумовлено нестійким термічним режимом у зимовий період. Процес льодоутворення починається у кінці листопада—на початку грудня, а льодовий покрив установлюється в другій половині грудня—на початку січня. Бувають зими, коли річки по декілька разів то замерзають, то скресають, що спричинюється тривалими відлигами. Тривалість льодоставу на річках рівнинного типу 2-2,5, на гірських — 3-3,5 місяці. Весняне підняття рівнів води починається ще під час льодоставу за 10-15 днів до скресання і поступово збільшується до моменту скресання. Річки скресають приблизно в кінці лютого — на початку березня.
Весняний льодохід триває 2-5 днів. Найшвидше скресають малі річки. Після цього підняття рівня води відбувається дуже інтенсивно і може досягати 3-5 м за добу. У другій декаді березня річки повністю звільнюються від льоду. Рівень води починає підвищуватись з початку березня і майже кожен день спостерігається весняний розлив річок, величина якого залежить від висоти берегів, ширини заплави. Рівнинні річки розливаються від 0,5 до 2-3 км, а глибина затоплення дорівнює 0,5-1,5 м. Висота рівня води під час весняного підняття досягає 5 м на гірських і особливо передгірських річках. Літні паводки інколи за величиною більші від весняної повені. Найбільше їх у Карпатах, де в середньому за рік спостерігається 10-15 паводків. Середня тривалість паводкового режиму 12 днів. Висота літніх паводків над умовним рівнем коливається від 0,5 до 1,5 м, а в окремі роки досягає 2-3 і навіть 5 м. На деяких річках, інколи спостерігаються катастрофічні. Швидкість течії річок неоднакова. Найбільша спостерігається у гірській частині області, у Карпатах, і становить 1,2 м/с, а на порогах 2,5 м/с; найменша — на рівнинних річках (0,5-0,6 м/с).
Середня річна каламутність річок області коливається у межах 20-700 г/м куб. Найбільших значень вона досягає під час паводків, особливо в Карпатах, де становить 1300—1800 г/м куб і більше.
Гірська частина, на південний захід від автодороги Старий Самбір — Хирів — визнана санітарно-курортною, тут знаходиться 16 джерел мінеральних вод типу «Нафтуся», чотири з них визнані гідрологічними пам'ятками природи, по двох родовищах є лабораторні дослідження і висновок про їх лікувальну придатність.
Річки: Стривігор, Рудавка.

### Клімат
Старосамбірський район розташований у смузі атлантико-континентальним кліматом, для якого характерні низький тиск, велика вологість повітря та прохолодне літо. Така «перехідна» характеристика клімату зумовлена географічним розташуванням території в на «перехресті» шляхів міграції повітряних мас, а також специфічними рисами її поверхні (наявність заболочених рівнин, піщаних територій, височин та гір).
Географічна широта району забезпечує можливість падіння сонячних променів на горизонтальну поверхню, в середньому, під кутом 41°, що можна спостерігати в обідню пору під час весняного та осіннього рівнодення. Максимальний кут падіння сонячних променів досягається в час літнього сонцестояння (62°), а мінімальний — в час зимового сонцестояння (17°).
Район належить до областей із значною хмарністю протягом усього року. Хмарність в межах області нерівномірна. Тривалість захмареного неба може досягати до 80 % днів у грудні. Ймовірність ясного і малохмарного неба найвищі у серпні та вересні. У період з малою хмарністю сонячне тепло є основним джерелом прогріву території, а тепло, що приходить з прогрітим повітрям — менш впливове. Зворотні висновки стосуються хмарних днів: вирішальне значення тоді має температура повітряної маси, що надійшла на територію району.
Повітряні маси, що приносяться на територію району мають різне походження: морське (північне, західне, південно-західне) та континентальне (східне та південно-східне).
Основними центрами атмосфери, що впливають на рух повітряних мас, які приходять на територію області, є такі: Азорський та Сибірський максимуми та Ісландський мінімум. Активність центрів збільшується в зимовий період.
Сибірський максимум (зимою) формує сухе та холодне повітря, що зрідка досягає району. Частіше сюди приходить повітря з півночі — також морозне, але дещо вологіше. Періодично зимою приходить морське повітря з заходу та південного заходу — сире і тепле, що приносить снігопади і обумовлює відлиги. Повітря, що сформувалось над Атлантичним океаном в південних широтах є настільки впливовим, що серед зими може забезпечити підняття температури до 5-15°С тепла.
В теплий період року материк Євразія прогрівається і зона високого тиску в Сибіру зникає. Послаблюється також Ісландський мінімум, а над Північним Льодовитим океаном формується зона високого тиску, який обумовлює міграцію холодних повітряних мас до півдня — в тому числі до Старосамбірського району. Саме тому літом можливі швидкі зміни теплої погоди на холодну, антициклональної на циклональну.
Отже, для території району у всі сезони року характерними є швидкі зміни погоди, а разом з тим і різкі зміни метеорологічних показників — температури і вологості повітря, температури ґрунту, напряму і швидкості вітру, кількості опадів, атмосферного тиску.
Додаткові впливи на формування кліматичних показників має рельєф — низька рівнинна поверхня сприяє швидкому проходженню повітряних мас, а підвищена — (височини і гори) створює бар'єрний ефект. У межах району найдієвішим бар'єром для проходження повітряних мас є Карпати. Вони майже не пропускають вітрів з півночі і північного заходу, спрямовуючи їх вздовж Карпат — до південного сходу, а вітри з південного сходу — до північного заходу. На територію області часто прориваються вітри з Закарпаття — з південного заходу.
При проходженні через Карпати вітри прориваються перш за все по низькогірних територіях, а також по глибоких поперечних долинах, які утворюють так звані «вітрові коридори». Швидкості вітрів у Карпатах бувають дуже великі (до 30 і більше м/с), що спричиняє вітровали та буреломи у лісах.
Висотні рівні гір впливають також і на температуру повітря, бо з висотою повітря розріджується, тиск зменшується, а температура падає. У зв'язку з цим у горах завжди (крім випадків інверсії) холодніше і вологіше, ніж на рівнинах, а на хребтах — холодніше, ніж в прилеглих долинах. Крім цього, з підніманням теплого і вологого повітря вверх (по схилах хребтів) воно швидко охолоджується і досягає стану, коли водяна пара в повітрі насичує його, формує хмари, а при подальшому піднятті і зниженні температури з цих хмар може випадати дощ. Після перевалювання через хребет повітря опускається, від цього нагрівається, а хмара обезводнюється і розсіюється. Звідси випливає, що вітроударні схили завжди холодніші і одержують більше опадів, ніж завітряні схили. Цей ефект особливо інтенсивно проявляється при проходженні повітряних мас з Закарпаття.
Важливу роль у формуванні кліматичних характеристик має також місцева циркуляція повітряних мас (правильніше — модифікація циркуляції повітряних мас в певних географічних умовах).
Відомо, що сухі території швидше прогріваються і швидше остигають, ніж вологі, а піщані території мають більші контрасти температури і вологості, ніж суглинкові. У зв'язку з цим інтенсивніша місцева циркуляція спостерігається там, де є більші відмінності в будові земної поверхні — де болота і перезволожені пониження розташовані поряд з сухими підвищеннями, або де схили різної експозиції мають контрастну прогрітість. В цих умовах виникають конвективні (вертикальне піднімання) рухи, хмароутворення, а часом і опади.
У горах при виникненні різниці нагріву нижніх та верхніх рівнів у ранішні та вечірні години виникають гірсько-долинні вітри: зранку вверх по долині, а ввечері — вниз. При значній різниці в прогріві бокових схилів долини може виникати й поперечна до простягання долини місцева циркуляція повітряних мас від холодного схилу до теплого. При зимовій антициклональній погоді в гірських котловинах і долинах може застоюватись холодне повітря, формуючи «острови» холоду з тривалими морозами. Влітку в подібних ситуаціях долини «накриваються» туманами.
З наближенням до Карпат збільшується кількість опадів (до 800 мм), а особливо кількість опадів за добу (при зливових дощах — до 100—200 мм/добу), що пов'язане з формуванням потужних зон атмосферних фронтів на смузі контакту з Карпатами. В Карпатах кількість опадів збільшується з наростанням висот. Важливе значення для формування кліматичних рис Карпат мають орографічні (рельєфні) умови проходження повітряних мас через гори, а також позиційне розташування повітряних мас, сформованих на Передкарпатті та північному макросхилі Карпат з одного боку і Закарпатті та південному макросхилі Карпат — з другого. В умовах їх малорухомості у фронтовій зоні виникають грози, зливові дощі, сильні вітри.
Проходження повітряних мас через гори відбувається переважно по низьких їх частинах, великих поперечних та поздовжних долинах. Високі та довгі хребти стають бар'єрами, важкими для подолання. Затримка хмар на їх схилах може приводити до збільшення кількості опадів і вихолоджування.
У розширеннях долин, захищених котловинах та в низькогір'ях оточених вищими хребтами спостерігається накопичення і застій холодного повітря зимою, що сприяє продовженню залягання снігового покриву на схилах, формуванню низових туманів, інверсій температур.
Середньорічна температура становить +6,1° С. Найхолоднішими є січень, лютий і перша половина березня, найтеплішими — липень і серпень місяці, пізні весняні заморозки бувають у червні, ранньоосінні — в серпні. Характерна наявність туманів. Середньорічна кількість опадів 790—800 мм, найбільша їх кількість випадає влітку у вигляді сильних злив. Сніг лежить 128 діб, в тому числі суцільний покров 61 добу. Найбільша висота снігового покрову буває в січні — 59 см.

### Земельні ресурси
Територія району характеризується наявністю різноманітних ґрунтоутворюючих і підстилаючих порід, які сприяють великій строкатості ґрунтового покриву. До найпоширеніших ґрунтоутворюючих порід належать лесоподібні суглинки, які вкривають підвищення рівнинної частини регіону. Власне на лесоподібних відкладах утворились найродючіші опідзолені ґрунти широколистяних лісів. Найпоширенішими в районі є бурі гірсько-лісові щебенюваті (близько 60 % площі регіону). Сірі, світло-сірі і темно — сірі опідзолені залягають здебільшого на невисоких плато і слабопологих схилах, рідко зустрічаються на пологих і коротких спадистих схилах. У північній частині району, переважають лучні, темно-сірі, сірі і світло-сірі опідзолені, дерново-підзолисті ґрунти, у східній —дерново — підзолисті оглеєнні, лучні і дерново опідзолені, в центральній — буроземи, на заході — бурі гірсько-лісові ґрунти. У долинах поширені дернові й лучні.

### Рослинність і лісовий покрив
У далекому минулому на території, що тепер займає район, більшість площі була зайнята лісом. Проте в XIV—XVIII ст. багато лісів було вирубано в процесі освоєння території під посівні площі та випас худоби. Рослинність представлена тут головним чином лісами, луками і в низинній частині — заболоченими сіножатями. Ліси цього району мають острівне розміщення. Лісовий фонд району становить 48 тис. га, або 39,3 % від її території, де загальна площа лісів державного лісового фонду — 31913 га, в тому числі ліси I групи — 14193 га, ліси II групи — 17720 га.
Головні лісотвірні породи: сосна — 4142 га, смерека — 2079 га, ялиця — 12931 га, дуб — 3696 га, бук — 5371 га, модрина — 160 га, решта припадає на граб, клен-явір, вільху, липу та інші породи. Найпоширеніші типи лісу: грабово-буковий ялинник, вологий буково-смерековий суялинник, волога грабово-ялицева бучина. Середній вік насадження — 63 роки, середній запас на 1 га — 305 м³. Середній річний приріст на 1 га — 4,99 м³, найпродуктивніша порода — ялиця. На галявинах та узліссях поодиноко ростуть дикі плодові дерева: яблуня лісова, груша, черешня. У долинах гірських потоків і на заболочених ділянках зеленіють вільхи та гіллясті верби, а в трав'яному покритті помітно виділяється папороть.
У зоні Українських Карпат найпоширенішими є ялицеві насадження. Ялиця біла карпатська утворює як чисті, так і змішані деревостани, в які входять смерека, сосна звичайна, зрідка веймутова, бук європейський, дуб звичайний, явір, ясен звичайний, клен гострий, берест, липа, інші породи. У підліску і в чагарниках зустрічаються ліщина, крушина ламка, бузина чорна і кривавочервона, бересклет бородавчастий, ялина, вільха біла, верби, малина, чорниця, вереск, шипшина і ін. Важливе місце займає лісова деревно-чагарникова і трав'яниста рослинність — це державний лісовий фонд і чагарники ґрунтозахисного значення, площа яких становить 553,25 км², лісистість дорівнює 44,4 %.

### Тваринний світ
Фауну території району зокрема представляють ссавці, птахи, риби та комахи. З копитних тварин на території району зустрічаються дикі свині, сарна, олень, а з хижих — куниця, видра, борсук, вовк, лисиця, тхір лісовий. Водиться також бобер, ондатра, качка, лебідь — шипун, голуби, вивірка, тритон і саламандра, чорний журавель і підорлик, рись і видра і горностай.

### Природно-заповідний фонд

#### Національні природні парки
Королівські Бескиди.

#### Лісові заказники
Бачина, Добромильський, Заріччя.

#### Заповідні урочища
Катина, Міженець, Скельний дуб, Тарнавка.

#### Ботанічні пам'ятки природи
Алея вікових лип, Вікова липа, Група вікових ясенів та дубів, Декоративний бук червонолистої форми (втрачена).

#### Геологічні пам'ятки природи
Скеля «Соколів Камінь» — останець Ямненського пісковика.

#### Гідрологічні пам'ятки природи
Джерело мінеральної води (Стара Сіль), Джерело мінеральної води (села Лавриків та Волошиново), Джерело мінеральної води (біля села Грозьово).

#### Комплексні пам'ятки природи
Скеля, де був збудований замок Данила Галицького.

#### Парки-пам'ятки садово-паркового мистецтва
Міженецький парк (загальнодержавного значення), Парк XVIII ст. (Муроване), Парк XVIII ст. (Ракова).

#### Регіональні ландшафтні парки
Верхньодністровські Бескиди.

## Адміністративний устрій
Адміністративно-територіально район поділяється (устрій Старосамбірського району Львівської області) на 3 міські ради, 2 селищні ради та 39 сільських рад, які об'єднують 115 населених пунктів і підпорядковані Старосамбірській районній раді. Адміністративний центр — місто Старий Самбір.

## Економіка
Питома вага окремих галузей промисловості: легка — 33,2 %, деревообробна — 28,3 %:, машинобудування і металообробки — 20,5 %. У землеробстві переважають посіви зернових (пшениця, кукурудза, ячмінь). В районі вирощують технічні культури (льон, цукровий буряк та ріпак). Розвинуте тваринництво. В районі 42 с/г агроформування, 31 фермерське господарство, 112 малих підприємств.
Завдяки новому митному переходу Смільниця-Крошцєнко (Україна-Польща) в районі швидкими темпами розвивається прикордонна інфраструктура.

## Населення
Розподіл населення за віком та статтю (2001):
| Стать | Всього | До 15 років | 15-24 | 25-44  | 45-64 | 65-85 | Понад 85 |
| --- | ------ | ----------- | ----- | ------ | ----- | ----- | -------- |
| Чоловіки | 39 330 | 8365        | 6354  | 12 211 | 7615  | 4558  | 227      |
| Жінки | 42 797 | 8078        | 5562  | 10 786 | 8710  | 8968  | 693      |
| \| Статево-вікова піраміда \| Статево-вікова піраміда \| Статево-вікова піраміда \| \| ----------------------- \| ----------------------- \| ----------------------- \| \| Чоловіки \| Вік \| Жінки \| \| 227 \| 85 + \| 693 \| \| 310 \| 80-84 \| 949 \| \| 738 \| 75-79 \| 2002 \| \| 1582 \| 70-74 \| 2858 \| \| 1928 \| 65-69 \| 3159 \| \| 1979 \| 60-64 \| 2691 \| \| 1466 \| 55-59 \| 1921 \| \| 1844 \| 50-54 \| 1896 \| \| 2326 \| 45-49 \| 2202 \| \| 3324 \| 40-44 \| 2773 \| \| 3099 \| 35-39 \| 2756 \| \| 2932 \| 30-34 \| 2656 \| \| 2856 \| 25-29 \| 2601 \| \| 2836 \| 20-24 \| 2564 \| \| 3518 \| 15-20 \| 2998 \| \| 3278 \| 10-14 \| 3214 \| \| 2932 \| 5-9 \| 2740 \| \| 2155 \| 0-4 \| 2124 \| |        |             |       |        |       |       |          |
| Статево-вікова піраміда |        |             |       |        |       |       |          |
| Чоловіки | Вік    | Жінки       |       |        |       |       |          |
| 227 | 85 +   | 693         |       |        |       |       |          |
| 310 | 80-84  | 949         |       |        |       |       |          |
| 738 | 75-79  | 2002        |       |        |       |       |          |
| 1582 | 70-74  | 2858        |       |        |       |       |          |
| 1928 | 65-69  | 3159        |       |        |       |       |          |
| 1979 | 60-64  | 2691        |       |        |       |       |          |
| 1466 | 55-59  | 1921        |       |        |       |       |          |
| 1844 | 50-54  | 1896        |       |        |       |       |          |
| 2326 | 45-49  | 2202        |       |        |       |       |          |
| 3324 | 40-44  | 2773        |       |        |       |       |          |
| 3099 | 35-39  | 2756        |       |        |       |       |          |
| 2932 | 30-34  | 2656        |       |        |       |       |          |
| 2856 | 25-29  | 2601        |       |        |       |       |          |
| 2836 | 20-24  | 2564        |       |        |       |       |          |
| 3518 | 15-20  | 2998        |       |        |       |       |          |
| 3278 | 10-14  | 3214        |       |        |       |       |          |
| 2932 | 5-9    | 2740        |       |        |       |       |          |
| 2155 | 0-4    | 2124        |       |        |       |       |          |

За даним всеукраїнським переписом населення 2001 року, мовний склад був таким:
| Мови       | Кількість людей | Частка, % |
| ---------- | --------------- | --------- |
| українська | 81 172          | 98,76     |
| польська   | 658             | 0,80      |
| російська  | 312             | 0,38      |
| інші       | 49              | 0,06      |
| всього     | 82 191          | 100       |

Населення — 85,4 тис. осіб, у тому числі, сільського — 65,1 тис. осіб, міського — 20,3 тис. осіб.

## Соціальна сфера
У Старосамбірському районі — 82 школи, 1 гімназія, 9 лікарень, 11 поліклінік, 92 фельдшерські пункти, 4 кінотеатри, 88 будинків «Просвіта», 84 бібліотеки.

## Політика
25 травня 2014 року відбулися Президентські вибори України. У межах Старосамбірського району було створено 119 виборчих дільниць. Явка на виборах складала 81,12 % (проголосували 47 723 із 58 833 виборців). Найбільшу кількість голосів отримав Петро Порошенко — 67,05 % (31 999 виборців); Юлія Тимошенко — 15,72 % (7 502 виборців), Олег Ляшко — 8,12 % (3 875 виборців), Анатолій Гриценко — 4,41 % (2 104 виборців). Решта кандидатів набрали меншу кількість голосів. Кількість недійсних або зіпсованих бюлетенів — 0,56 %.

## Пам'ятки
У районі можна побачити десятки унікальних мурованих храмів, костели, дзвіниці, придорожні каплиці, два Василіанські монастирі — в м. Добромиль та с. Лаврів. На Сліпій горі поблизу Добромиля збереглися руїни замку Гербуртів (пам'ятка архітектури другої половини XVI ст. загальнодержавного значення), в с. Муроване — залишки замку Мнішеків (XVI ст.), а в с. Торгановичі на горі Бундз — руїни замку королеви Бони (XVI — XVII ст.)
Найстаріші церкви — церква Св. мучениці Параскевії в смт. Стара Сіль датована 1440 р. та храм Зіслання Святого Духа (1464 р., народна назва Пастушкова церква) в лісі поблизу с. Губичі.
Інші пам'ятки:
- Костел Св. Миколая (1890 р.), м. Старий Самбір
- Церква Собору Пресвятої Богородиці (1780 р.) з дзвіницею (1788 р.), дерев'яна; с. Бусовисько
- Ратуша (XVIII ст.), м. Добромиль, пл. Ринок, 1
- Дзвіниця Василіанського монастиря (1731 р.), м. Добромиль, вул. Замкова
- Василіанський монастир: церква Св. Онуфрія (кінець XV ст.), монастирські приміщення (XV — поч. XX ст.), с. Лаврів.
- Руїни та вали замку, костел (1753 р.), костел (1901 р.), с. Муроване
- Церква Успіння Пресвятої Богородиці (1732 р.), дерев'яна; с. Надиби
- Церква Пресвятої Трійці (XVI ст.) і ратуша (XIX ст.), смт. Нижанковичі
- Костел Св. Мартина (XVI—XVII ст.), с. Нове Місто
- Церква Св. Миколая з дзвіницею (1736 р.), дерев'яна; с. Передільниця
- Церква Богоявлення Господнього (1779 р.), с. Ракова
- Церква Успіння Пречистої Богородиці (с. Топільниця) 1730
- Комплекс церкви Різдва Пресвятої Богородиці: церква (XV—XVI ст.) з дерев'яною дзвіницею (XIX ст.), мури з брамою (XVIII—XIX ст.); с. Росохи
- Костел Св. Мартина з баштою-дзвіницею (XV—XVI ст.) і палац, с. Скелівка
- Церква Воскресіння Господнього з дзвіницею (XVII ст.), дерев'яна; смт. Стара Сіль
- Костел Св. Михаїла (1660 р.) з дзвіницею (XVII ст.), смт. Стара Сіль
- П'ятницька церква (1440 р.) з дзвіницею (XVII ст.), дерев'яна; смт. Стара Сіль
- Вілла «Анна» (1911 р.), смт. Стара Сіль
- Монастир кармелітів: костел Св. Анни (1585—1591 рр.), монастирські келії (1608 р.); с. Сусідовичі
- Єзуїтська колегія або «конвікт» (XIX—ХХ ст.) і костел (XVIII ст.), м. Хирів
- Садибний будинок (XIX ст.), с. Чаплі
- Дзвіниця церкви Св. Михаїла (1730 рр.), дерев'яна; с. Ясениця-Замкова
- Кіркут — давні єврейські поховання (XVI ст.), м. Старий Самбір (виїзд на Турку)
- «Чортів камінь», с. Бусовисько
- Храм Зіслання Святого Духа (1464 р., за іншими даними у 1453 р., народна назва «Пастушкова церква») с. Губичі

## Галерея

Стара Сіль. Костел Архістратига Михаїла (1660)
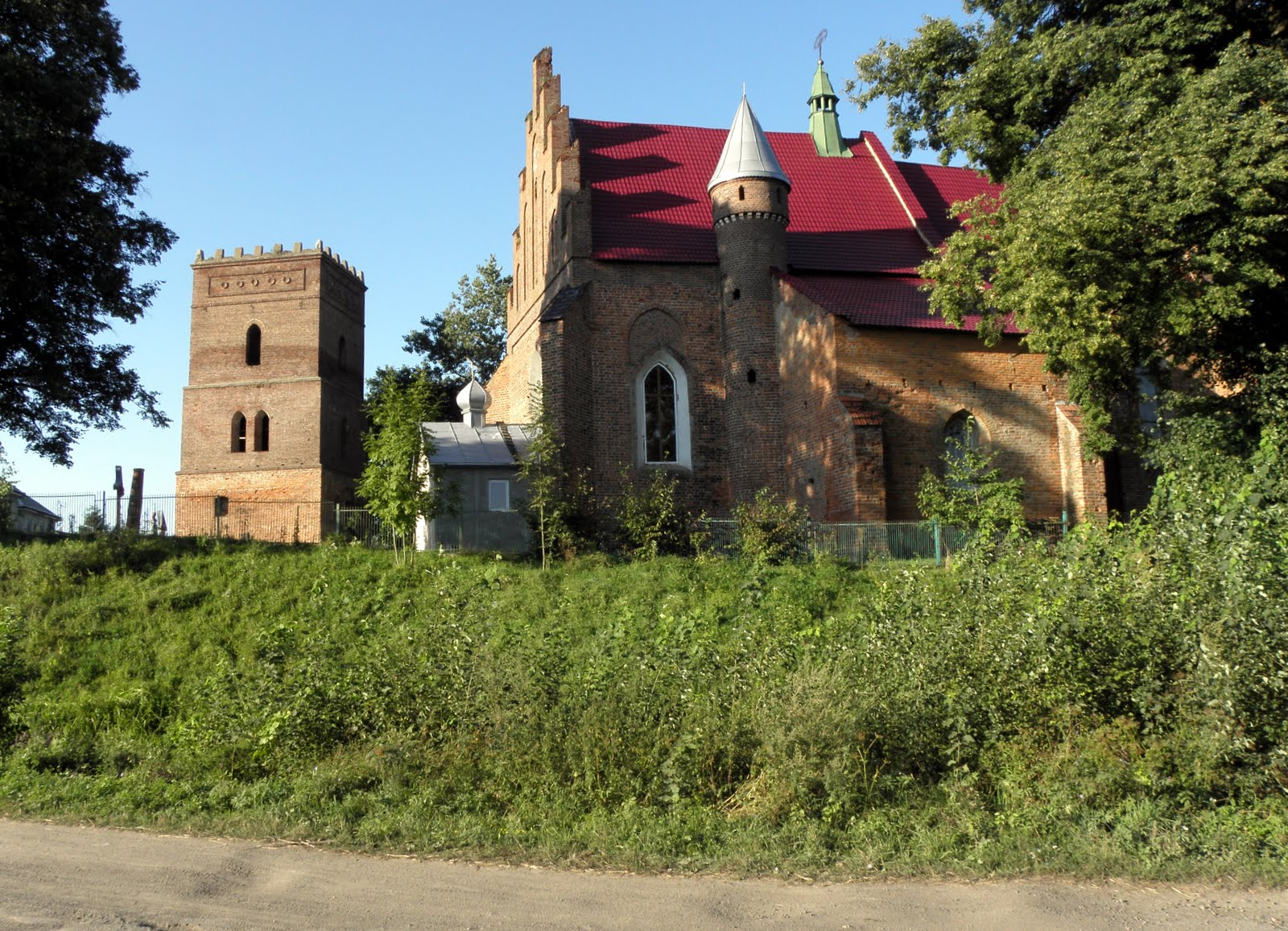
Скелівка. Костел святого Мартина з оборонною баштою-дзвіницею кінця XV — поч. XVI ст.
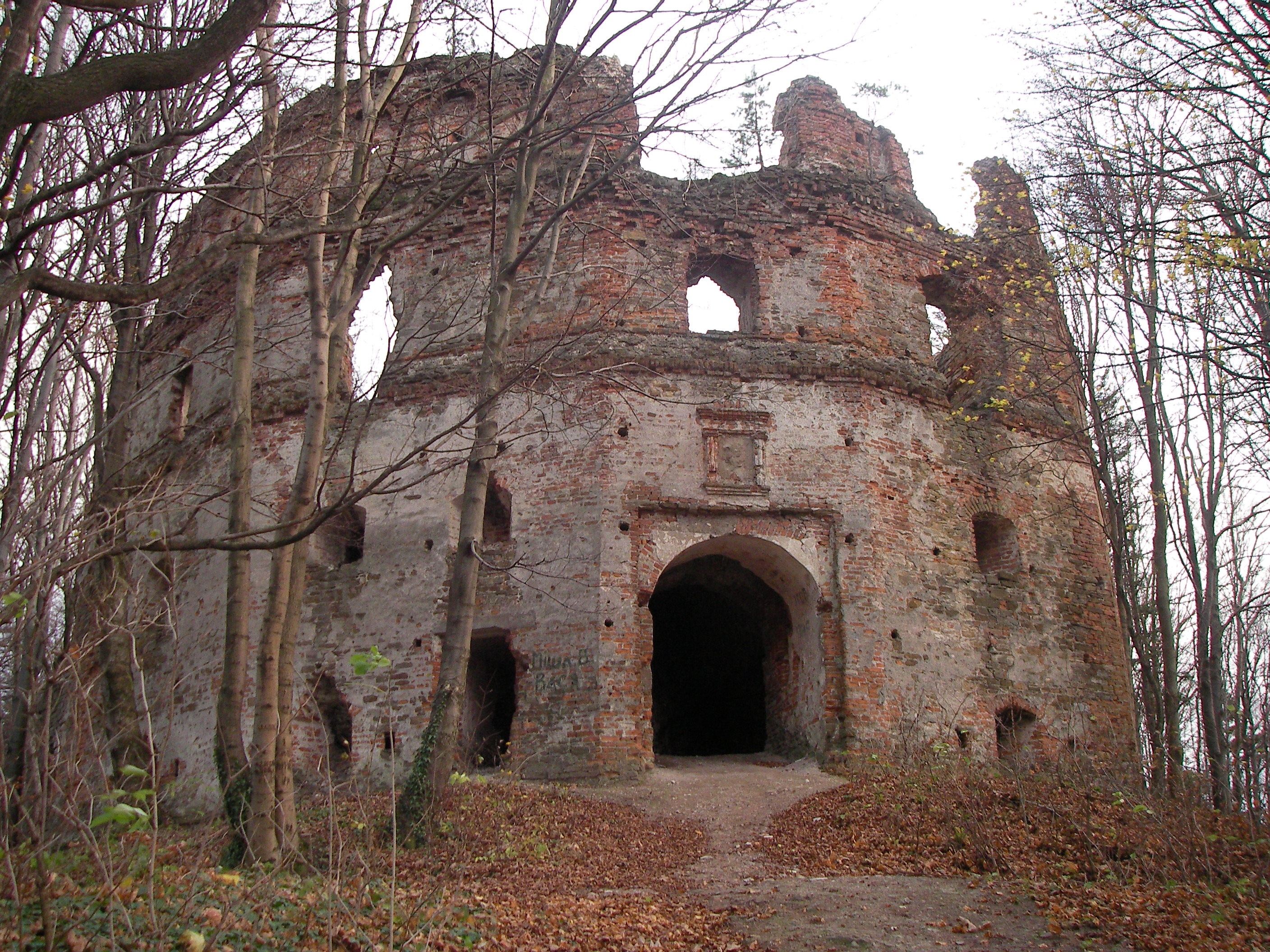
Добромильський замок
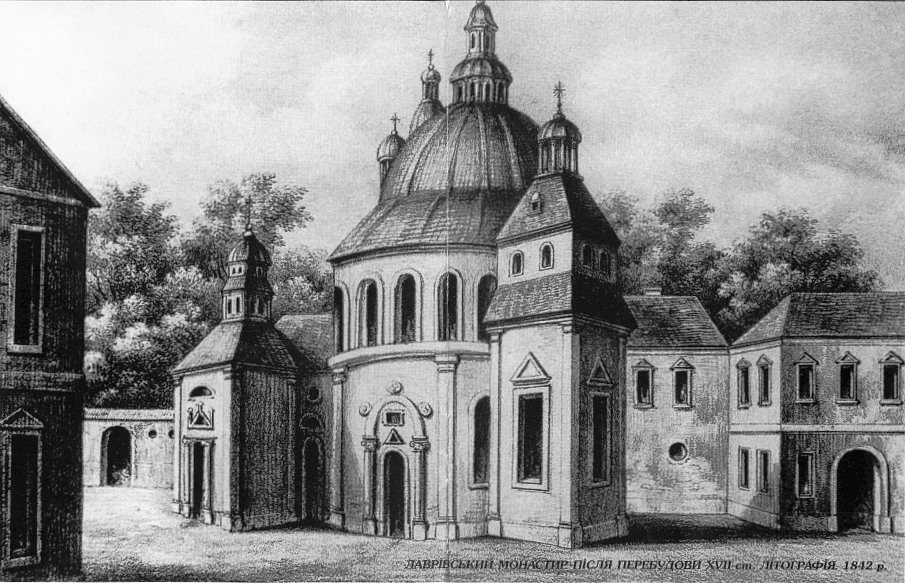
Лаврівський монастир святого Онуфрія. Літографія 1842 р.